# Wexford

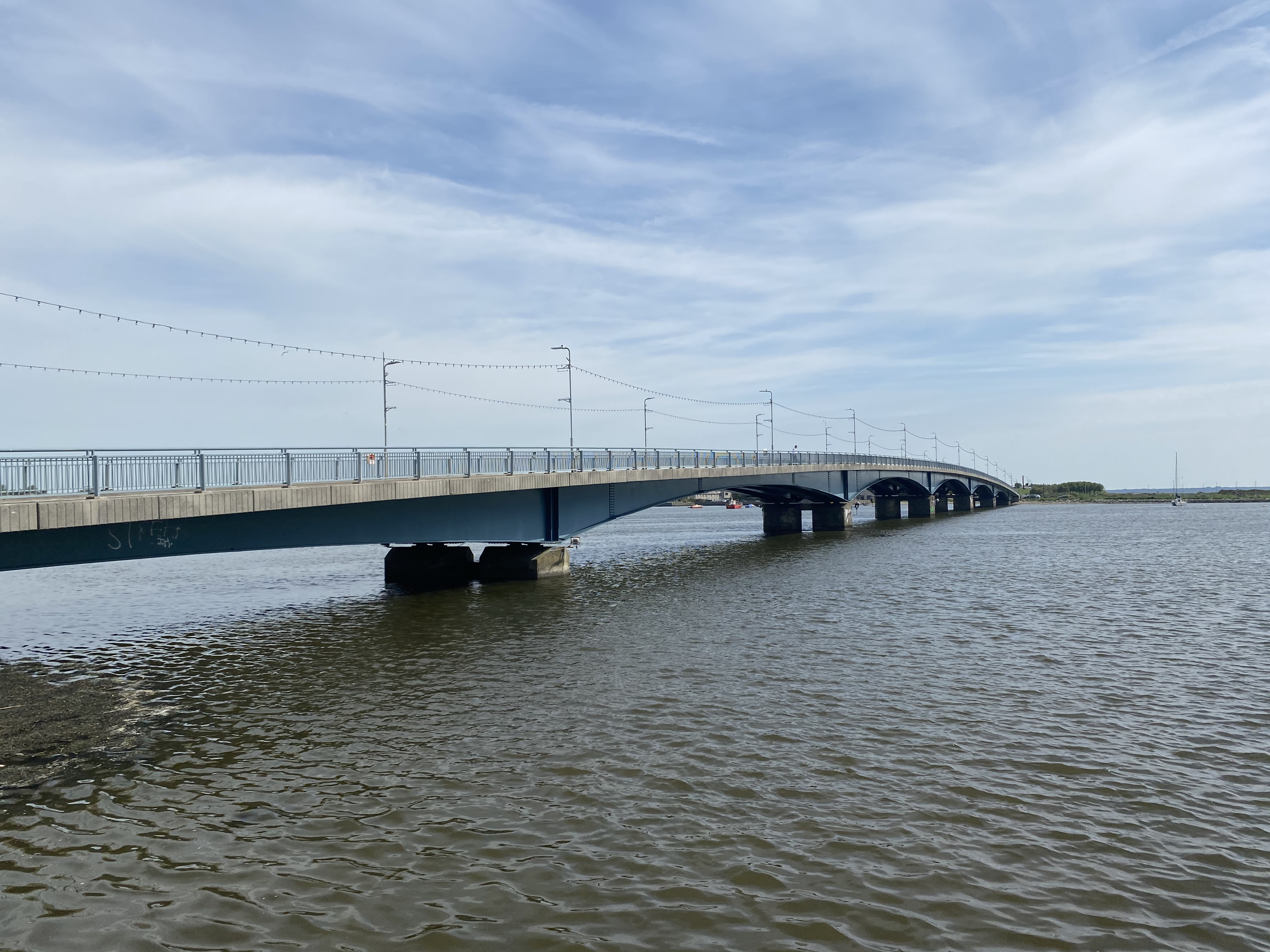
Wexford Bridge.

Wexford (iriska: Loch Garman) är huvudort i grevskapet Wexford i Republiken Irland. Wexford hade år 2002 totalt 9 449 invånare.
Wexford ligger på sydsidan av Wexfords hamn, vid floden Slaneys mynningsvik. Wexford grundlades av vikingar omkring år 800 och fick då namnet Waesfjord. Detta namnet har blivit förvanskat till dagens engelska namn. Sandbankarna vid Wexford förändras hela tiden, vilket ledde till att den gamla hamnen förlorade sin betydelse. En ny hamn byggdes i början av 1900-talet cirka 20 kilometer mer åt söder. Från början hette hamnen Rosslare Harbour, idag har den namnet Rosslare Europort. Hamnen är en djuphavshamn som inte påverkas av tidvatten och strömmar. Alla stora skepp använder denna hamnen, medan Wexfords hamn används av fiskebåtar och mindre fartyg.
Staden följer hamnen längs viken och floden, med huvudgatan som går mer eller mindre parallellt med vattenkanten. Huvudgatan är omkring en kilometer lång. Vid denna gata finns nästan alla butiker i stadens centrum.
Wexford förbinds med Dublin med tåg och huvudvägen N11 (E1). Det finns en stor bro, en av de längsta i Irland, som förbinder Wexford med den andra sidan av viken.

## Sport
- Wexford FC[1][2]
- Hemmaarena: Ferrycarrig Park stadium (kapacitet: 2 500)